# Odete (artista)
Odete C. Ferreira (Oporto, 1995), más conocida como Odete, es una activista, artista, performer, productora y DJ transgénero portuguesa que en 2021 ganó la primera edición del concurso RExFORM, International Performance Project realizado a través de una colaboración entre el Museu de Arte, Arquitetura e Tecnologia (Maat) y la Bienal de Arte Contemporáneo (BoCA).

## Trayectoria
Odete nació en Oporto en 1995 y actualmente reside en Lisboa. En 2013, completó el curso de Artes Escénicas en la Academia Contemporánea del Espectáculo - Escola de Artes, en Oporto. También tiene una licenciatura en Estudios Generales por la Universidad de Lisboa. Estudió flauta travesera en una escuela de música en Oporto y tomó clases de formación musical básica durante casi seis años.
Inició su carrera junto a su amigo Bruno Cadinha, a través del proyecto de djsetting "quisSTARmorta", combinando drag, voguing y baile informal a través de una narrativa sonora. Es miembro del colectivo Circa A.D. un grupo queer y transgresor que tiene como objetivo explorar sonidos e identidades no convencionales.
En su trabajo como DJ, ha explorado nociones de pertenencia, narrativas transgénero y formas de visibilizar la tristeza, la fragilidad y el "fracaso" como poderes políticos. Agrega muestras, sonidos y melodías, creando una especie de microarchivo de la comunidad LGBT a lo largo de la historia. Sonidos que conforman un paisaje sonoro de la identidad LGBT transhistórica, con palabras de las drag queens, títulos que hacen referencia a símbolos y vivencias como una chica trans, melodías de liras y sonidos policiales. Odete presentó su obra, compuesta de escritura, música, performance y artes visuales, en diferentes lugares y contextos, como el Teatro Taborda, el Teatro Municipal Campo Alegre, la malavoadora.porto, la CasAzul en Barcelos, el CAPC en Coímbra, el Festival DDD o la Rua das Gaivotas 6. Fue intérprete de “Cyborg Sunday”, de Dinis Machado, proyecto que se presentó en WELD, en Estocolmo y SKOGEN, en Gotemburgo, en el Chelsea Theatre de Londres y en el Teatro Municipal Rivoli de Oporto.
Durante el último mes de 2018, Odete lanzó el EP Matrafona donde combinaba reguetón, noise, voces chipmunked, techno, industrial, flauta travesera y otros instrumentos. El nombre del álbum es una referencia al personaje de Carnaval. Parte del beneficio de las ventas del EP fue destinado a la asociación Stop Despejos.
En 2019, lanzó el mix For The Astral Plane, cuya apertura, en spoken word, examinaba el cuerpo trans desde una perspectiva capitalista y el patriarcado. En el mismo año, también lanzó el álbum Amarração en Lisboa, con presencia en el ZigurFest, en Lamego, y en septiembre en el festival Ano 0, en Lisboa. También en diciembre de 2019, Odete actuó en la discoteca Lux, en Lisboa, en un evento organizado por Mykki Blanco, centrado en una visión no binaria y muy poco reduccionista de la feminidad.
En 2021, Odete ganó la primera edición del concurso RExFORM - International Performance Project, que tuvo alrededor de 90 solicitudes. El estreno de la función "Sobre revelaciones y devenir fangosos", en el MAAT, que debería haber tenido lugar en enero de 2021, fue uno de los espectáculos que se pospusieron debido al encierro promulgado en Portugal por el aumento de casos de COVID 19.

## Reconocimientos
- En 2018, formó parte de la lista de los 15 artistas de Lisboa que debes conocer del Resident Advisor.[11]
- En 2021 ganó la primera edición del concurso RExFORM - International Performance Project, que nació de la colaboración entre el Museu de Arte, Arquitetura e Tecnologia y BoCA, con el objetivo de promover la creación artística contemporánea.[12][13][14]

## Obra
- EP Water Bender (2020)
- EP Amarração (2019)
- EP Matrafona (2018)